# Stift Herzogenburg

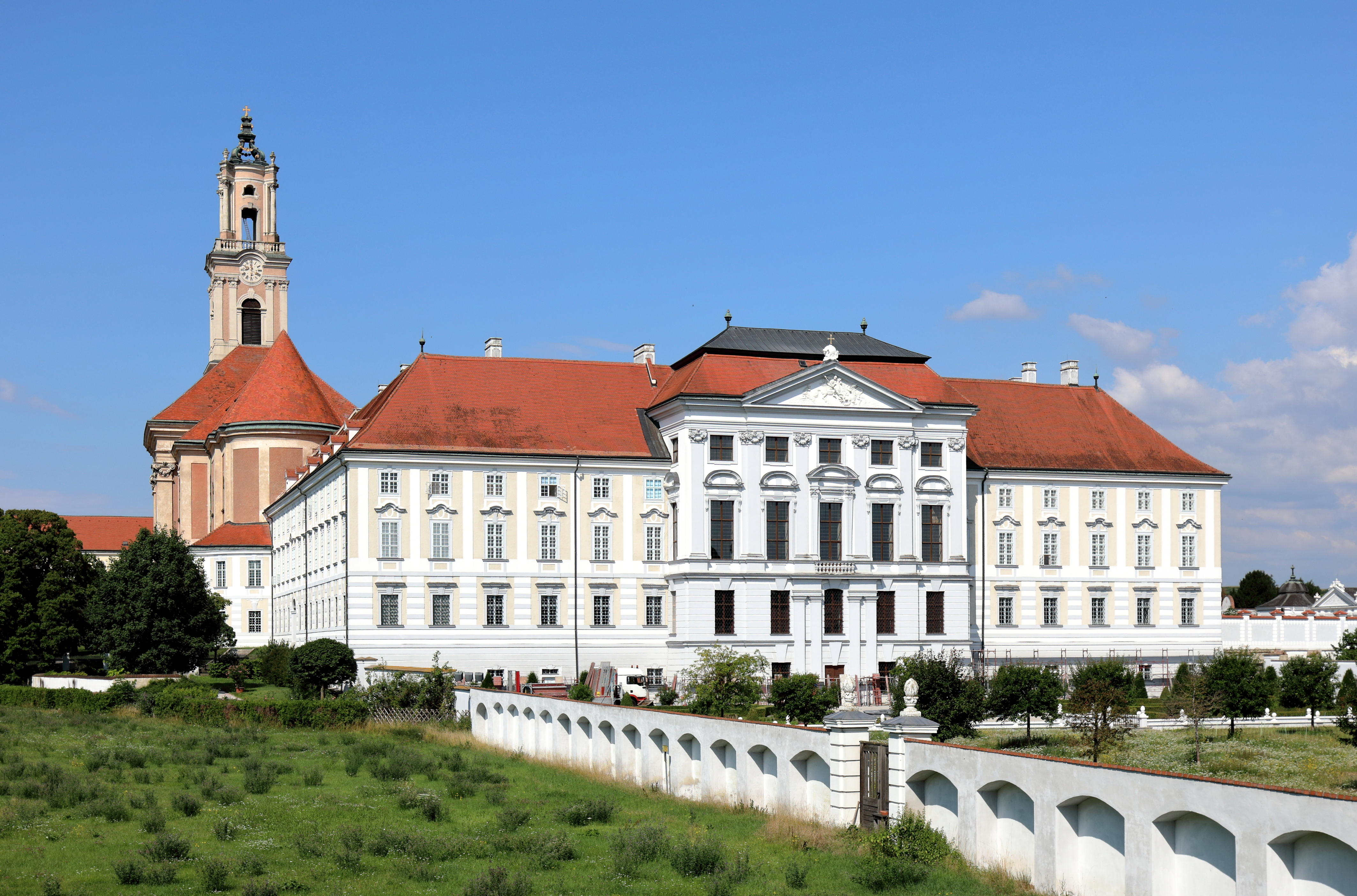
Ostansicht des Augustiner-Chorherrenstiftes

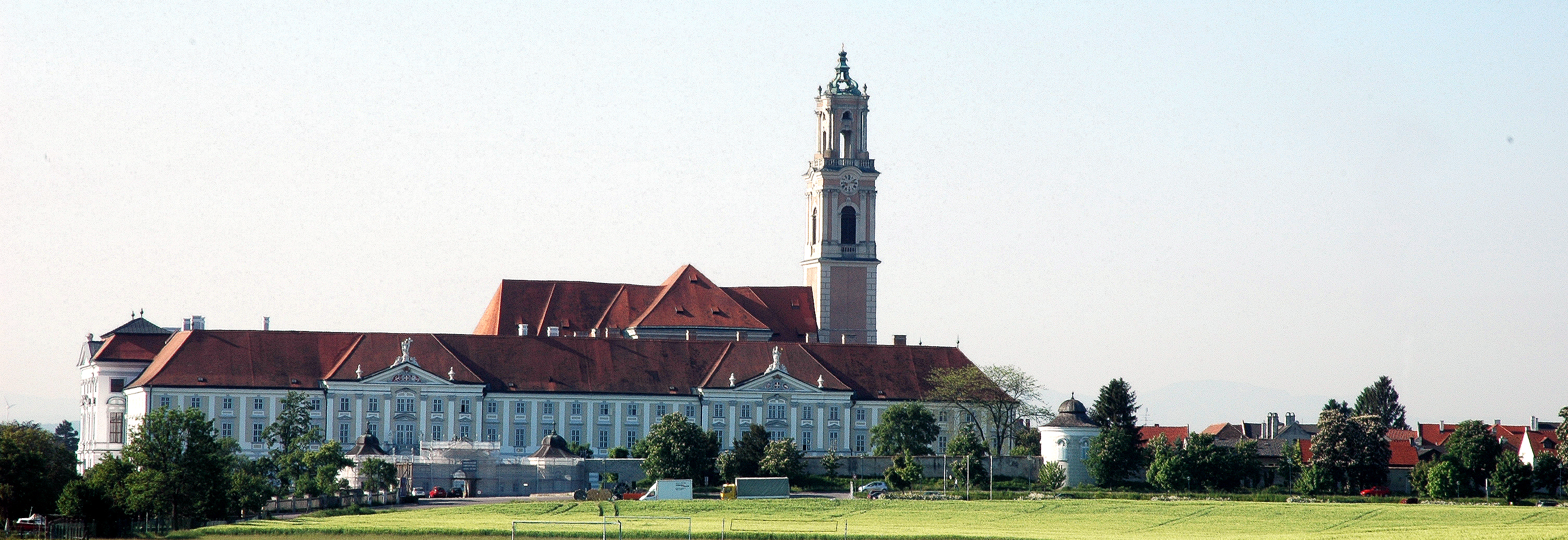
Ansicht Stift Herzogenburg von Norden

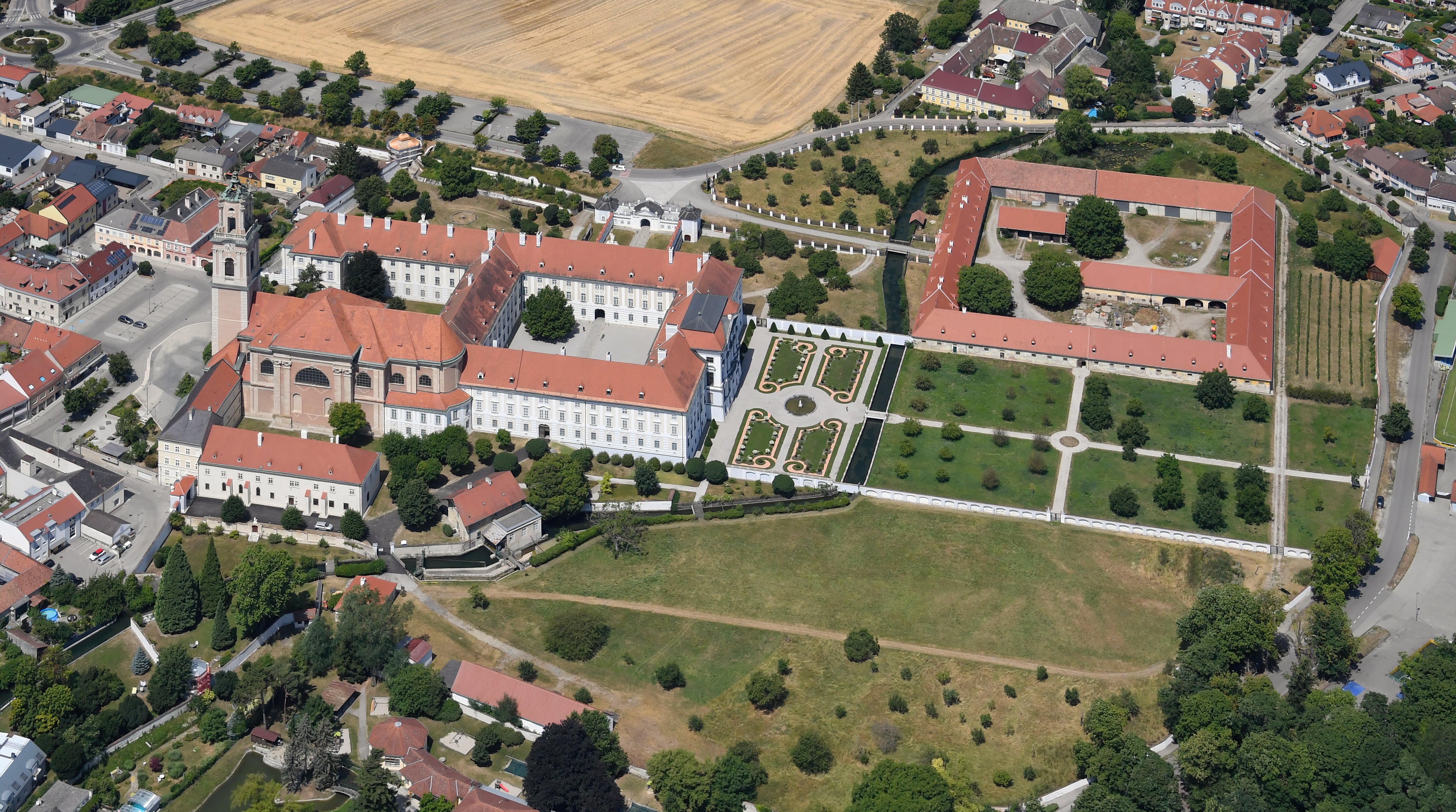
Stift Herzogenburg und seine Gärten von Süden aus der Luft gesehen

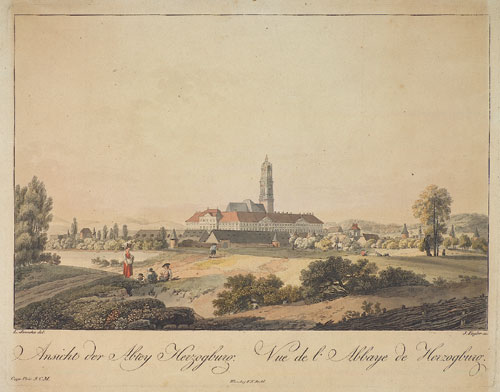
Stift Herzogenburg um 1780

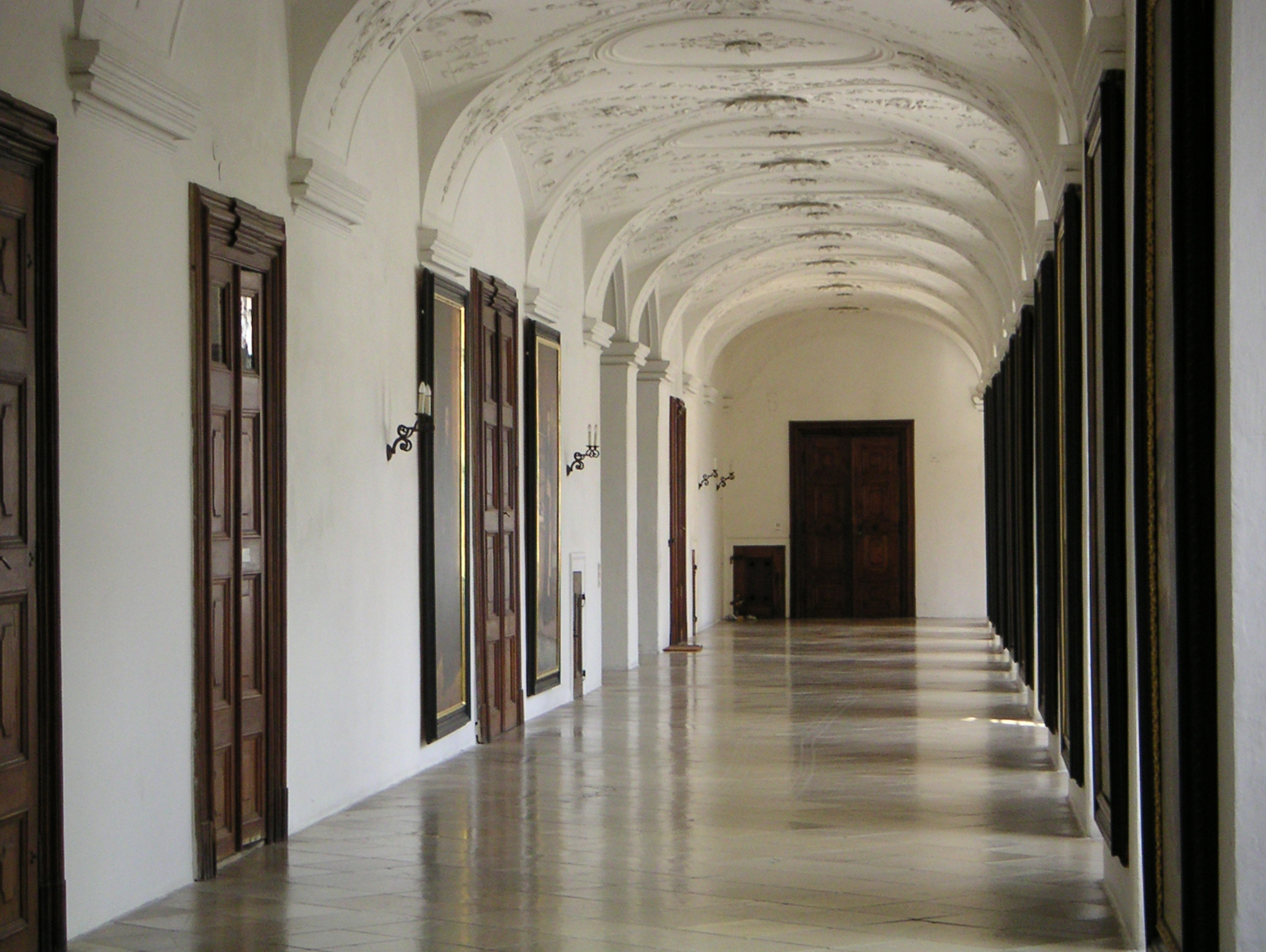
Klostergang

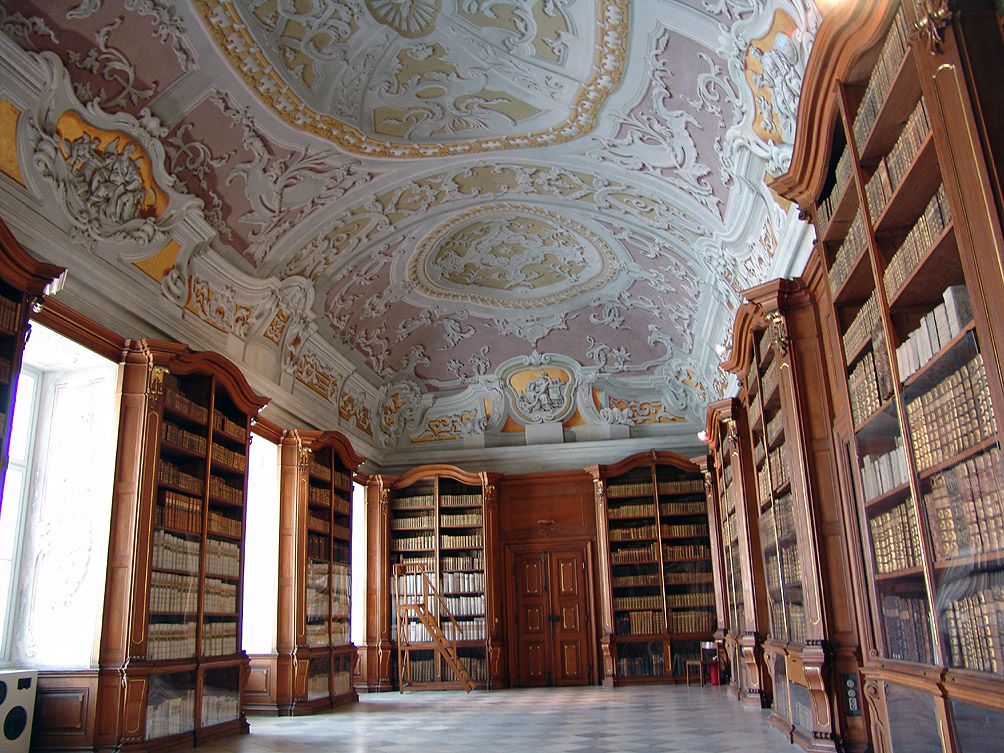
Klosterbibliothek

Das Stift Herzogenburg ist ein Kloster der Kongregation der österreichischen Augustiner-Chorherren in Herzogenburg in Niederösterreich.

## Geschichte
Das Kloster wurde 1112 durch Ulrich I. von Passau in St. Georgen an der Traisen am Zusammenfluss der Traisen mit der Donau gegründet und 1244 wegen der häufigen Überschwemmungen 10 km traisenaufwärts nach Herzogenburg verlegt. Dadurch entstand dort auch der „Obere Markt“, der durch das Chorherrenstift grundherrschaftlich verwaltet wurde, während der „Untere Markt“ als bairische Gründung bis zu seinem 1806 erfolgten Kauf durch das Chorherrenstift im Besitz des Klosters Formbach verblieb.
Ab 1714 wurde das Stift Herzogenburg durch Jakob Prandtauer, Johann Bernhard Fischer von Erlach und Joseph Munggenast barockisiert. Der josephinischen Aufhebungswelle der Klöster konnte das Stift entgehen, die aufgelösten Chorherrenklöster Dürnstein und St. Andrä an der Traisen wurden mit ihren vielen Pfarren nach Herzogenburg inkorporiert, sodass das Stift materiell deutlich gestärkt aus den Josephinischen Reformen hervorging.
Der Umbau des Stiftes begann mit der Grundsteinlegung am 25. März 1714, die Bauleitung hatte Jakob Prandtauer. Zuerst wurden der Südtrakt, oder Gasttrakt gebaut und daran anschließend der Osttrakt bis zum großen Saal. Mit dem Auftrag der Steinmetzarbeiten für den Kaisersaal ist Johann Gallus Hügel in die Literatur eingegangen. In einem von ihm eigenhändig geschriebenen Brief bringt er den Beweis, dass Johann Bernhard Fischer von Erlach diesen Saal entwarf. Am 22. April 1716 legte er den Entwurf eines Contractes über die Arbeiten zum neuen Saal vor, am 29. April wurde der Vertrag abgeschlossen. In einem Brief vom 17. März 1718 stellte er fest, dass er ... die Specifikation zu dem Contract sambt der Cobey des H. Fischerschen abriss ... noch in Händen habe.
Die größte Renovierung des Stiftes seit dem Umbau fand mit enormer Unterstützung aus Steuergeldern durch das Land Niederösterreich und die Stadt Herzogenburg und privaten Spenden ab dem Jahr 2000 statt und wurde zum 900-jährigen Jubiläum im Jahr 2012 abgeschlossen. Dabei wurden die komplette außenliegende Fassade sowie Teile in den Innenhöfen restauriert. Auch die historischen Gärten, wie der Prälatengarten, der Obst- und der Rosengarten, konnten dabei revitalisiert werden. Ebenso wurde im Innenbereich vieles renoviert, so der Festsaal, die Frigdiani- und die Chorkapelle sowie die Stifts-Bibliothek einschließlich ihres Buchbestandes. Von der Renovierung ausgenommen waren allerdings die Kirche selbst und der herrliche barocke Turm der Stiftskirche, architektonisches Pendant zum Dürnsteiner Stiftsturm und Wahrzeichen des unteren Traisentales.
Das 900-Jahr-Jubiläum des Stiftes wurde vom 22. April bis 28. Oktober 2012 mit zahlreichen Veranstaltungen und einer neugestalteten Kunstsammlung gefeiert.

## Kunstsammlung
Der Schwerpunkt der Sammlung liegt auf spätgotischen Werken, wie Tafelbildern, Skulpturen und Glasfenstern. Der große Festsaal, die Schatzkammer und die Klosterbibliothek, mit ihren Handschriften und Inkunabeln, sowie das Münzkabinett unterstreichen die kunsthistorische Bedeutung des Stiftes innerhalb Niederösterreichs. Erwähnenswert ist auch der barocke Bildersaal, der nicht nur religiöse Motive thematisiert. Als Besonderheit gilt ein gut erhaltener römischer Gesichtshelm, der in einer Schottergrube in der Umgebung gefunden wurde und ungefähr auf das Jahr 150 n. Chr. datiert wird.

## Stiftskirche

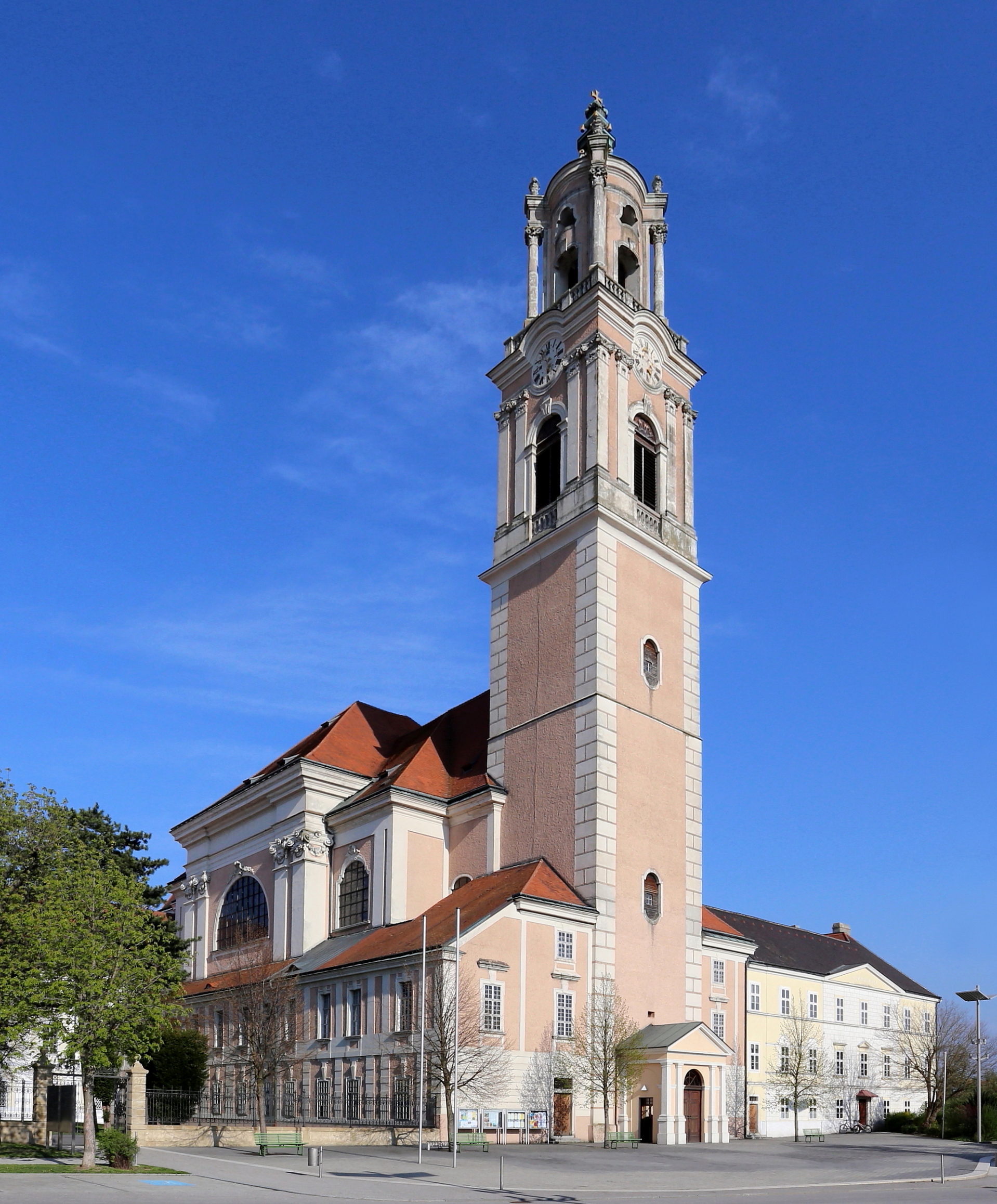
Stifts- und Pfarrkirche Herzogenburg

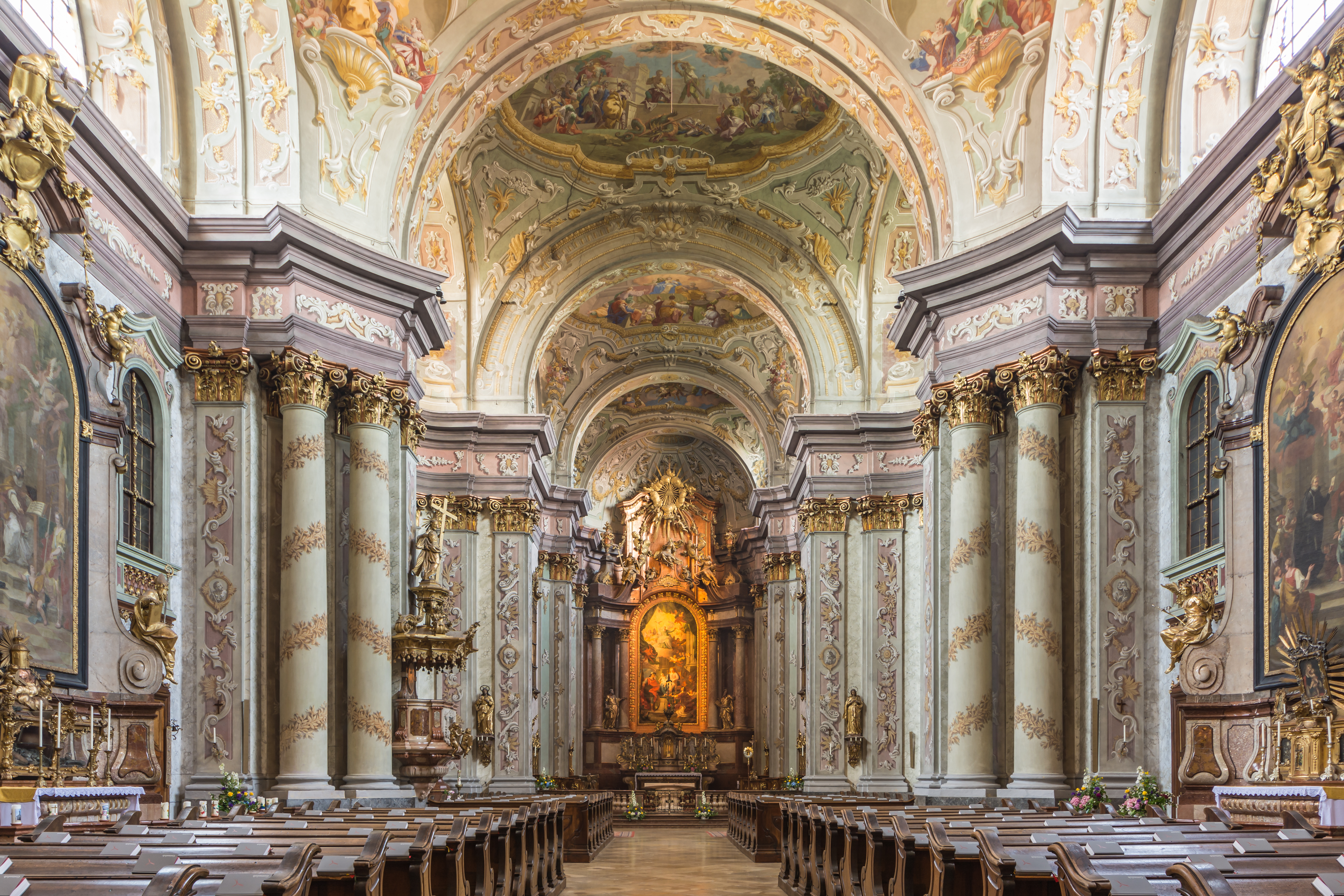
Innenraum der Stiftskirche

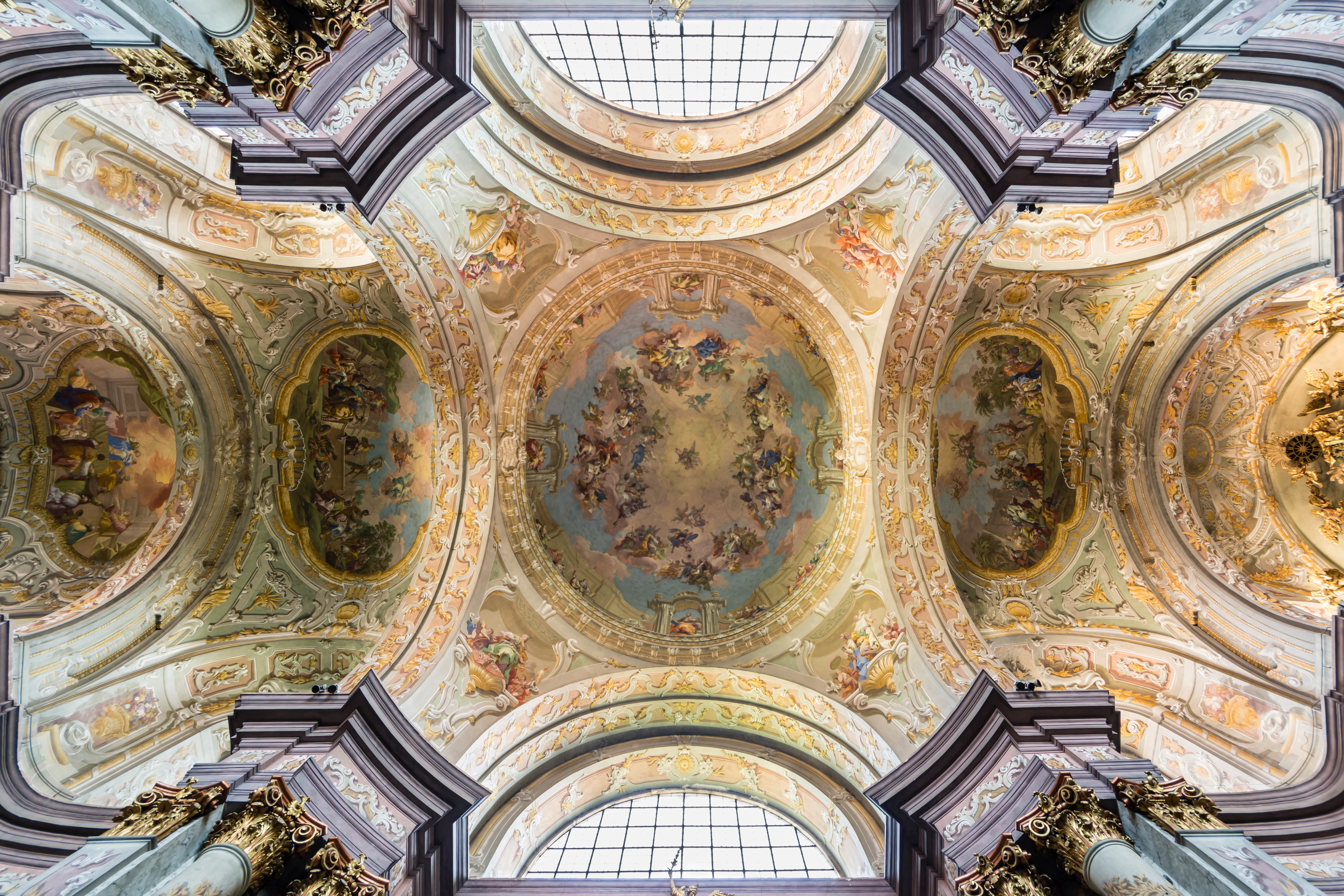
Deckenfresken der Stiftskirche von Daniel Gran und Bartolomeo Altomonte

Die Stiftskirche wurde von Kaiser Heinrich II. um 1014 gegründet, sie trägt als Pfarrkirche das Patrozinium des Erzmärtyrers Stephanus (nach dem Patron der Domkirche in Passau). Im Jahre 1112 wurde das Chorherrenstift St. Georgen gegründet. Zu seinem Unterhalt erhielt es die Pfarren Herzogenburg und Traisenburg.
1244 fand die Übertragung des Stiftes von St. Georgen nach Herzogenburg statt. Bis 1783 lag  das Kloster im Bistum Passau, danach gehörte es zu der durch Joseph II. neugegründeten Diözese St. Pölten.
Von der gotischen Kirche sind nur noch geringe Reste erhalten (Eingangsportal und das zweite Geschoß des Turmes). Diese gotische Kirche war das erste Projekt des jungen Architekten Franz Munggenast (Sohn von Joseph Munggenast), das er bald nach der Übernahme des väterlichen Betriebes am 9. Mai 1742 realisierte und mit dessen Bau am 26. April 1743 begonnen wurde. Einer der wesentlichen Künstler der Innenausstattung war der Bildhauer Johann Joseph Resler. Nach mehr als vier Jahrzehnten Bauzeit wurde die Kirche am 2. Oktober 1785 eingeweiht. Es ist der letzte bedeutende Kirchenbau des Barock in Österreich. Der Patron des Stiftes ist der hl. Georg, die Stiftskirche Herzogenburg hat somit ein Doppelpatrozinium.

### Orgel

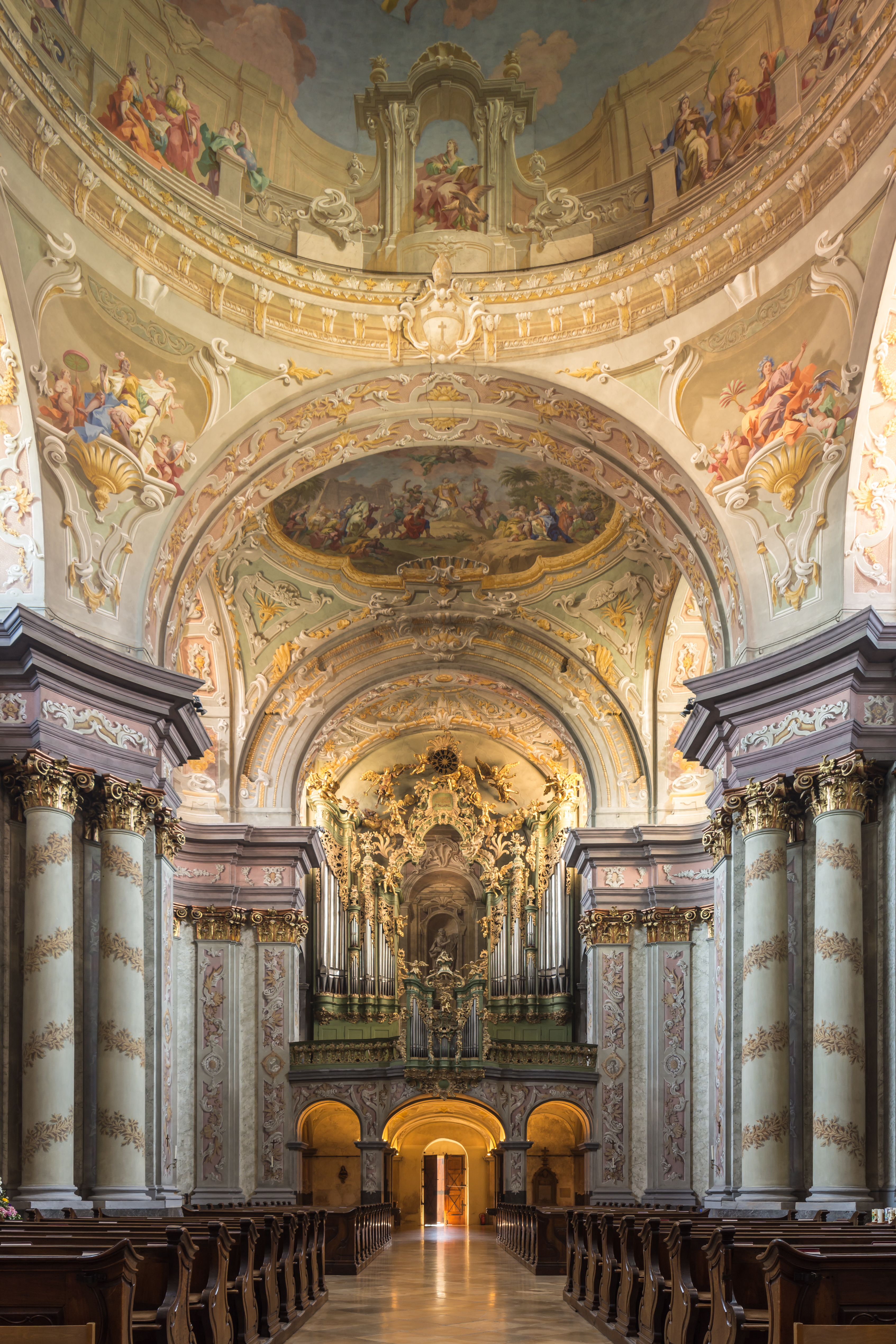
Blick auf die historische Orgel von 1752

Die Orgel wurde 1752 von dem Orgelbauer Johann Hencke erbaut. Das Instrument hat 40 Register auf drei Manualwerken und Pedal. Das zweite Manualwerk, das Großpositiv, ist ähnlich einem Hauptwerk disponiert.
| I Hauptwerk C–g3   |     |
| Prästant           | 16′ |
| Octav              | 8′  |
| Principalflöte     | 8′  |
| Waldflöte          | 8′  |
| Quintadena         | 8′  |
| Octav              | 4′  |
| Spitzflöte         | 4′  |
| Nachthorn          | 4′  |
| Superoctav         | 2′  |
| Rauschquinte III   |     |
| Mixtur major V–VII |     |
| Mixtur minor IV–V  |     |
| Trompete           | 8′  |

| II Großpositiv CDEFGA–c3 |       |
| Quintadena (ab c0)       | 16′   |
| Principal                | 8′    |
| Coppel                   | 8′    |
| Salicional               | 8′    |
| Octav                    | 4′    |
| Gedecktflöte             | 4′    |
| Dulciana                 | 4′    |
| Quinte                   | 2 ⁄3′ |
| Superoctav               | 2′    |
| Mixtur V                 |       |
| Cimbel II                |       |
| Krummhorn                | 8′    |

| III Kleinpositiv CDEFGA–c3 |       |
| Holzgedackt                | 8′    |
| Holzflöte                  | 4′    |
| Principal                  | 2′    |
| Quinte                     | 1 ⁄3′ |
| Sedecima                   | 1′    |

| Pedalwerk C–f1 |     |
| Principalbass  | 16′ |
| Kontrabass     | 16′ |
| Subbass        | 16′ |
| Octavbass      | 8′  |
| Gedecktbass    | 8′  |
| Choralbass     | 4′  |
| Nachthorn      | 2′  |
| Pedalmixtur    |     |
| Großposaune    | 16′ |
| Octavposaune   | 8′  |

### Geläute

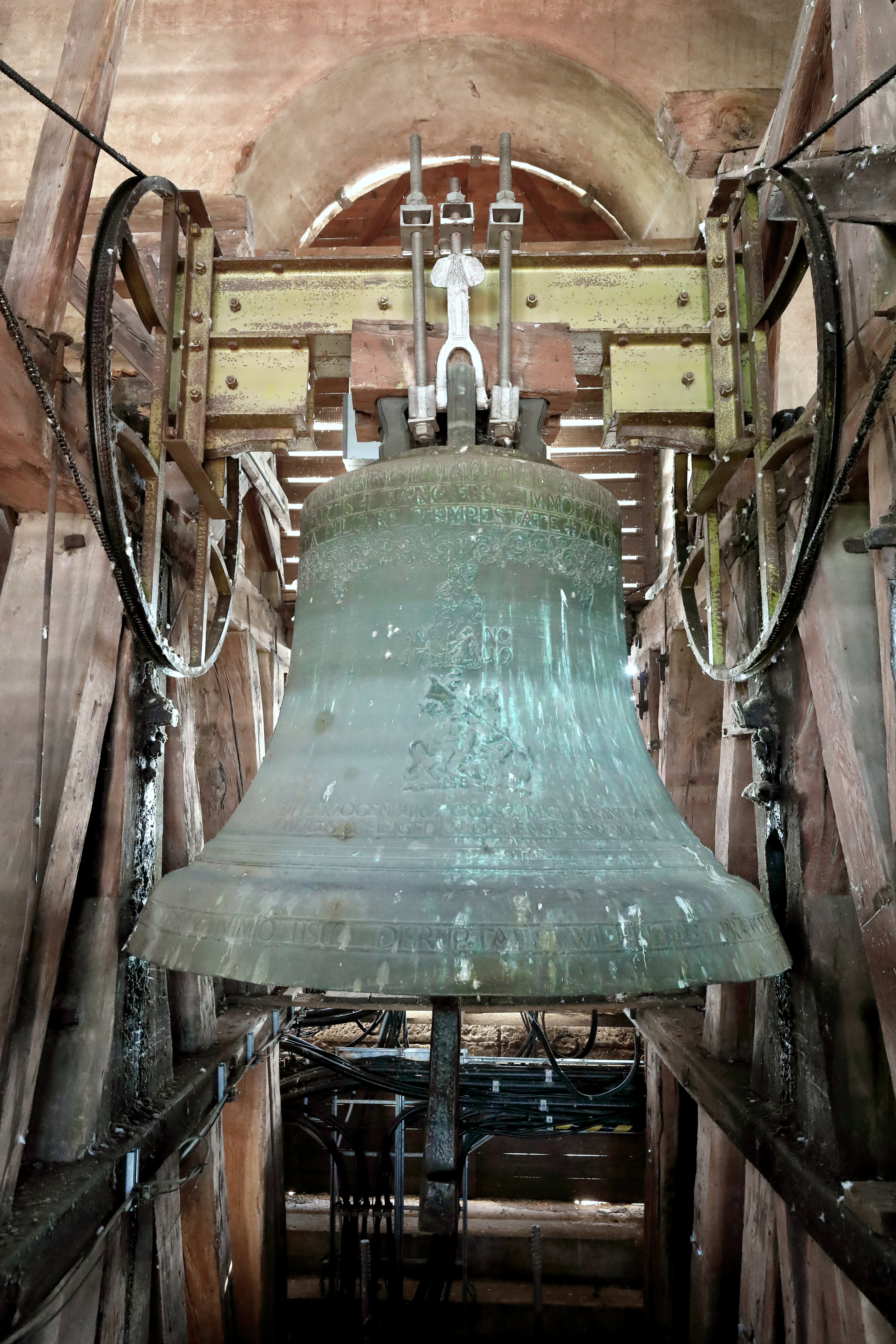
„Pummerin“ von Herzogenburg

Das Geläute besteht aus fünf Glocken, die in den Tönen a°, cis′, e′, fis′ und a′ erklingen. Die große Glocke wurde 1719 von Franz Ulrich Scheichel in Wien gegossen, die anderen 1948 von der Glockengießerei Pfundner, ebenfalls in Wien. Weiters gibt es noch eine Sterbeglocke, die im Ton fis″ erklingt und 1707 von Mathias Prininger in Krems gegossen wurde.
Die große Glocke wird auch als Pummerin bzw. Bummerin bezeichnet. Sie hat einen Durchmesser von 188 cm und ein Gewicht von 3.864 kg. Seit September 2019 hängt die Bummerin wieder an einem Holzjoch.

## Augustiner-Chorherren-Stift
Dem Kloster stand seit 1979 Propst Maximilian Fürnsinn vor, im Jahr 2019 wurde zu seinem Nachfolger Petrus Stockinger gewählt. Der Stiftsdechant ist seit 2011 Mauritius Lenz. Dem Konvent gehören aktuell weitere zehn Kanoniker an, außerdem werden zwei Familiarkanoniker mitbetreut.

### Pfarren
Dem Stift sind folgende Pfarren inkorporiert:
- Brunn im Felde
- Dürnstein
- Grafenwörth
- Hain
- Haitzendorf
- Herzogenburg
- Inzersdorf
- Maria Ponsee
- Nußdorf/Traisen
- Reidling
- St.Andrä/Traisen
- Statzendorf
- Stollhofen
- Theiß

sowie die Filialkirche Radlberg.

### Propstreihe

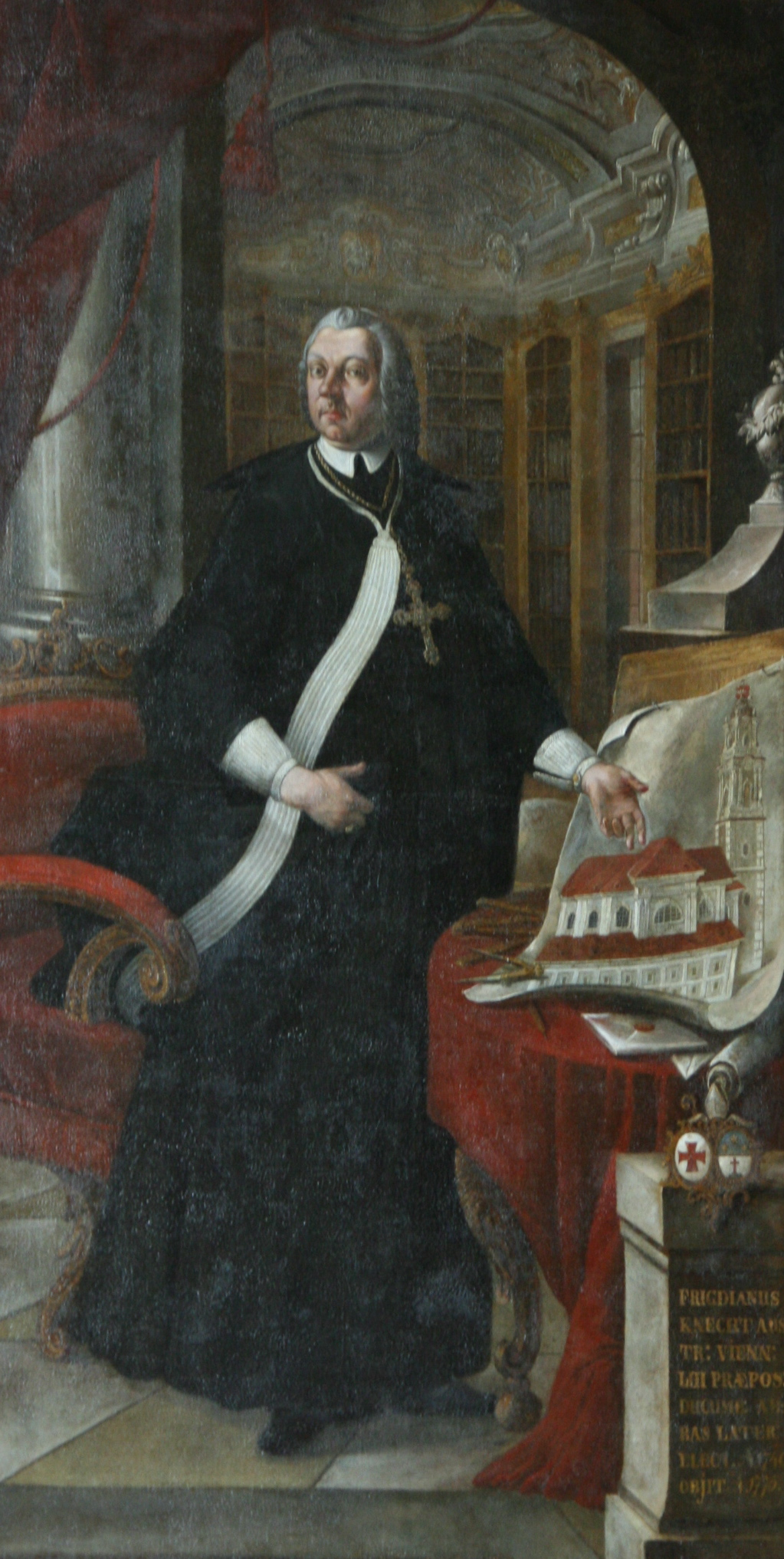
Propst Frigdian Knecht war an der Barockisierung des Stiftes beteiligt

Nach: W. Payrich, Herzogenburg, in: Die bestehenden Stifte der Augustiner-Chorherren in Österreich, Südtirol und Böhmen, hg. von F. Röhrig. Klosterneuburg/Wien 1997, S. 89f.
| 1.  | 1112 – c. 1117 | Wisinto                     |
| 2.  | 1117 – c. 1130 | Raffoldus                   |
| 3.  | 1130–1148      | Ludger                      |
| 4.  | 1148–1160      | Hartwig                     |
| 5.  | 1160–1180      | Adalbert                    |
| 6.  | 1180–1191      | Berthold                    |
| 7.  | 1191–1204      | Wisinto II.                 |
| 8.  | 1204–1213      | Albert                      |
| 9.  | 1213–1214      | Hermann                     |
| 10. | 1214–1228      | Heinrich                    |
| 11. | 1228–1242      | Herbord                     |
| 12. | 1242–1267      | Engelschalk                 |
| 13. | 1267–1285      | Ortlof                      |
| 14. | 1285–1288      | Ekhard                      |
| 15. | 1288–1310      | Wolfker von Wielandstal     |
| 16. | 1310–1330      | Trost                       |
| 17. | 1330–1340      | Herlieb von der Mühl        |
| 18. | 1340–1361      | Siegfried von Wildungsmauer |
| 19. | 1361–1374      | Nikolaus I. Payger          |
| 20. | 1374–1377      | Johannes I. Schnabl         |
| 21. | 1377–1378      | Johannes II.                |
| 22. | 1378–1391      | Jakob I.                    |
| 23. | 1391–1399      | Martin I.                   |
| 24. | 1399–1401      | Martin II. Schenk           |
| 25. | 1401–1433      | Johannes III.               |
| 26. | 1433–1457      | Johannes IV.                |
| 27. | 1457–1465      | Ludwig Gössel               |
| 28. | 1465–1468      | Wolfgang                    |
| 29. | 1468–1484      | Thomas I. Kasbauch          |
| 30. | 1484–1513      | Georg I. Eisner             |
| 31. | 1513–1517      | Kaspar Grinzinger           |
| 32. | 1517–1533      | Johannes V. Bernhard        |
| 33. | 1533–1541      | Bernhard I. Schönberger     |
| 34. | 1541–1550      | Philipp von Maugis          |
| 35. | 1550–1562      | Bartholomäus von Cataneis   |

| 36. | 1563–1569 | Johannes VI. Pülzer     |
| 37. | 1569–1572 | Johannes VII. Glaz      |
| 38. | 1573–1577 | Jakob II. Reisser       |
| 39. | 1578–1590 | Georg II. Brenner       |
| 40. | 1591–1602 | Paul Zynkh              |
| 41. | 1603–1604 | Johannes VIII. Rausch   |
| 42. | 1604–1608 | Ulrich Höllwirth        |
| 43. | 1609–1615 | Melchior Kniepichler    |
| 44. | 1619–1621 | Johannes IX. Hanolt     |
| 45. | 1621      | Nikolaus II. Hay        |
| 46. | 1621–1640 | Martin III. Müller      |
| 47. | 1640–1653 | Johannes X. Bauer       |
| 48. | 1653–1669 | Joseph I. Kupferschein  |
| 49. | 1669–1687 | Anton Sardena           |
| 50. | 1687–1709 | Maximilian I. Herb      |
| 51. | 1709–1721 | Wilhelm Schmerling      |
| 52. | 1721–1740 | Leopold von Planta      |
| 53. | 1740–1775 | Frigdian I. Knecht      |
| 54. | 1775–1779 | Stephan Peschka         |
| 55. | 1779–1780 | Augustin Beyer          |
| 56. | 1781–1809 | Michael Teufel          |
| 57. | 1811–1832 | Aquilin Leuthner        |
| 58. | 1832–1843 | Bernhard II. Kluwick    |
| 59. | 1843–1847 | Karl Stix               |
| 60. | 1847–1856 | Josef II. Neugebauer    |
| 61. | 1857–1887 | Norbert Zach            |
| 62. | 1888–1912 | Frigdian II. Schmolk    |
| 63. | 1913–1927 | Georg III. Baumgartner  |
| 64. | 1927–1946 | Ubald Steiner           |
| 65. | 1946–1963 | Georg IV. Hahnl         |
| 66. | 1963–1969 | Thomas II. Zettel       |
| 67. | 1969–1979 | Clemens Moritz          |
| 68. | 1979–2019 | Maximilian II. Fürnsinn |
| 69. | ab 2019   | Petrus Stockinger       |

## St. Georgsbrücke
Im Gedenken an das ursprüngliche Kloster in St. Georgen erhielt die neue Donaubrücke Traismauer, die im Jahr 2010 eröffnet wurde, auch den Namen St. Georgsbrücke.